# Theobald der Alte (Blois)
Theobald der Alte (franz.: Thibaut l’Ancien; † vor 942) war ein Vizegraf von Blois und Tours. Er war der Stammvater des Hauses Blois (auch Theobaldiner).
Theobald entstammte vermutlich dem franko-burgundischen Adel und siedelte zu Beginn des 10. Jahrhunderts in das Loiretal, wo er 906 erstmals als Vizegraf in Blois belegt ist. Wenig später wurde er auch mit dem Amt eines Vizegrafen in Tours betraut, welches er von Vizegraf Fulko dem Roten übernahm. Seinen Einfluss konnte er weiterhin über Chinon, Bourgueil und Saumur ausdehnen. Ihm wird die Wiederherstellung der Benediktinerabtei Saint-Laumer in Blois (heute Abteikirche von Saint-Nicolas) zugeschrieben. Theobald war ein Vasall der neustrischen Markgrafen Robert (seit 922 König; † 923) und Hugo dem Großen (dux francorum; † 956) aus der Familie der Robertiner.
Er war wohl zweimal verheiratet, der Name der ersten Ehefrau ist aber nicht bekannt. Seine vermutlich zweite Ehefrau hieß Richilde, welche eine Tochter des Grafen Hugo II. von Bourges und der Rothilde, Tochter Kaiser Karls des Kahlen, war. Von seinen Frauen hatte er mindestens drei Kinder:
- Theobald I. der Betrüger (* um 910; † 16. Januar 975), Nachfolger in Blois und Tours, nahm Titel und Rechte eines Grafen an
- Richard I. († 969), seit 955 Erzbischof von Bourges
- namentlich nicht bekannte Tochter
  - ⚭ mit Herzog Alain II. Schiefbart von Bretagne († 952)
  - ⚭ nach 952 mit Graf Fulko II. dem Guten von Anjou († 958)

In der älteren Geschichtsschreibung wurden Theobald und sein gleichnamiger Sohn als eine Person identifiziert, welche der Sohn eines Normannen namens Gellon gewesen sein soll. Als dies durch die jüngere Forschung widerlegt wurde, hat man dem älteren Theobald einen entsprechenden Beinamen hinzugefügt, um Verwechslungen mit seinem Sohn zu vermeiden.